# Capitoli di Sakura Mail

Copertina del primo volume dell'edizione Goen

Questa è la lista dei capitoli di Sakura Mail, manga di U-Jin. Il manga fu pubblicato nella collana Weekly Young Sunday edita dalla Shogakukan e pubblicato dal 14 aprile 1995 al 1º giugno 2000. I singoli capitoli vennero in seguito raccolti e pubblicati in 20 tankōbon distribuiti dal novembre 1995 all'agosto 2000.
In Italia il manga è stato pubblicato integralmente dal 28 gennaio 2011 al 24 agosto 2012 dalla Goen, etichetta di RW Edizioni, che ha rilevato i diritti di pubblicazione dalla d/visual; quest'ultima ha pubblicato soltanto il primo volume della serie il 2 aprile 2007.
Nel febbraio 2014 è stato annunciato un sequel, ad opera dello stesso autore, intitolato Shin Sakura Mail (新・桜通信?, Shin Sakura tsūshin) in cui si narrano le peripezie di un ragazzo in cerca di lavoro a Tokyo che viene abbracciato da una ragazza che lo chiama "fratello maggiore". Quest'ultimo è stato serializzato dall'8 febbraio 2014 all'8 agosto 2015 sulla rivista Comic Heaven edita da Nihon Bungeisha. I vari capitoli sono stati raccolti in due volumi tankōbon pubblicati dal dicembre 2014 al dicembre 2015. In Italia il sequel è stato pubblicato sempre da Goen dal 28 ottobre al 25 novembre 2022.

## Sakura Mail
| Nº | Titolo italiano Giapponese 「Kanji」 - Rōmaji | Data di prima pubblicazione       | Data di prima pubblicazione                                            |
| Nº | Titolo italiano Giapponese 「Kanji」 - Rōmaji | Giapponese                        | Italiano                                                               |
| 1  | Sakura Mail 1 「桜通信 1」 - Sakura tsūshin 1 | novembre 1995 ISBN 4-09-151661-0  | 2 aprile 2007 (d/visual) 28 gennaio 2011 (Goen) ISBN 978-88-97349-00-6 |
| 1  | Capitoli - 1. L'inizio di una "Success Story"?! - 2. Il motivo per cui l'hai fatto - 3. Il momento cruciale - 4. La festa di benvenuto - 5. La prima esperienza - 6. In due senza ritorno - 7. Il cuore strappato - 8. La promessa - 9. Io sono tua... - 10. Messaggio 13 |                                   |                                                                        |
| 1  | Trama Toma Inaba è un ragazzo che giunge a Tokyo per sostenere gli esami di ammissione ad alcune università; tra queste la prestigiosa Keio, dove conosce Mieko Yotsuba (una bellissima ragazza di cui si innamora). Toma viene bocciato ma, per continuare a vedere Mieko, decide di trasferirsi a Tokyo dalla cugina Urara Kasuga per frequentare una scuola di preparazione. Il primo incontro tra i due è movimentato: Urara — che è innamorata di Toma fa quando lo conobbe sei anni prima — si comporta in maniera molto provocante; Toma riconosce in lei la ragazza che la sera prima dei test di ammissione era entrata nella sua camera d'albergo spacciandosi per una burusera. Nei giorni seguenti Toma incontra Mieko nei giardini della Keio e le racconta di essere stato ammesso ad una facoltà più prestigiosa di quella che frequenta lei. La ragazza sembra attratta da Toma e, dopo una serata in compagnia, trascorre una notte con lui in un love hotel; una volta in camera Mieko si addormenta profondamente e Toma è costretto a rinunciare all'idea di perdere la verginità con lei. Il comportamento di Urara fa credere a Toma che lei sia una ragazza disponibile; dopo una serata trascorsa facendo giochi a sfondo erotico Toma tenta di violentare Urara che riesce a liberarsi con difficoltà. Urara, nonostante quello che è successo, non riesce a odiare Toma: lo perdonerà se la accompagnerà in un romantico giro sulla ruota panoramica al tramonto e le darà un bacio. Nei giorni seguenti Toma si incontra con Mieko in un karaoke. Urara è — casualmente — nello stesso locale e vorrebbe raccontare a Mieko che Toma non è stato ammesso alla Keio; vedendo quanto sta facendo il cugino per frequentare la ragazza che ama finisce per tenergli la parte e dice di essere sua sorella. Toma, per ringraziare Urara per quanto ha fatto, accetta il suo appuntamento al luna park per la sera successiva; prima di andare da lei si incontra con Mieko che, sotto un cielo carico di pioggia, gli confida di essere fidanzata e che non potrà più frequentarlo. |                                   |                                                                        |
| 2  | Sakura Mail 2 「桜通信 2」 - Sakura tsūshin 2 | marzo 1996 ISBN 4-09-151662-9     | 25 febbraio 2011 ISBN 978-88-97349-02-0                                |
| 2  | Capitoli - 11. Eppure, tu... - 12. La notte prima dell'esame di prova - 13. Scaramanzia... Portafortuna... - 14. Il complesso - 15. La sindrome degli esaminandi - 16. Amico mio! - 17. La tutrice - 18. Il primo amore - 19. Cade anche un'esperta come te - 20. Per dimenticarti - 21. Il cuore in bilico |                                   |                                                                        |
| 2  | Trama Toma rimane scioccato dalle parole di Mieko e torna a casa; non vedendo Urara si ricorda del loro appuntamento e corre a cercarla al luna park. Toma rimane stupito quando vede Urara sotto la pioggia all'ingresso della ruota panoramica ormai chiusa: la ragazza è felice perché, anche se in ritardo, si è presentato all'appuntamento. Toma si accorge che i suoi sentimenti per Urara stanno diventando importanti e la bacia. Il giorno seguente Urara si rende conto che Toma è depresso; con un espediente si fa raccontare la storia del suo amore per Mieko e gli promette che farà di tutto per consolarlo. Toma affronta il primo test preparatorio, ma i risultati non sono buoni; Urara, che ha deciso di frequentare la sua stessa scuola di preparazione, gli porge una lettera in cui dice che lui è il suo primo amore. Toma si rende conto che stando vicino a Urara rischia di non concentrarsi nello studio e prende la decisione di trasferirsi a casa di Koji Akimoto, uno dei suoi compagni di classe, in attesa di trovare un appartamento dove vivere da solo. Urara tenta di convincere Toma a non andarsene ma lui è risoluto: ha scoperto che la cugina gli ha nascosto il fatto che il padre era all'estero per lavoro e non sarebbe rientrato prima di un anno. Urara è triste e confida a Komi Natsuki — la sua amica del cuore — perché è innamorata di Toma: sei anni prima fu l'unica persona che riuscì a consolarla dopo la morte della madre. Nei giorni successivi Urara, con la scusa di presentargli il padre, convince Toma ad andare con lei a pattinare sul ghiaccio, per fare una serie di scivoloni scaramantici per i nuovi test. I due ragazzi, dopo i primi momenti, sembrano divertirsi; mentre Urara è negli spogliatoi Toma incontra Mieko che lo invita a casa sua la domenica successiva. Il giorno dell'appuntamento Toma scopre che Mieko, fidanzata con un ragazzo che non ama e che dovrà sposare nel giro di un anno, vorrebbe trascorrere dei momenti felici con lui prima del matrimonio. Dopo alcuni giorni Toma — che ha trovato un appartamento dove vivere — riceve una visita di Urara che intende avere la sua prima esperienza sessuale con lui; mentre Urara inizia a comportarsi in maniera disinibita Mieko entra in casa di Toma, stupita di vedere quella che crede essere la sorella del ragazzo seminuda. |                                   |                                                                        |
| 3  | Sakura Mail 3 「桜通信 3」 - Sakura tsūshin 3 | giugno 1996 ISBN 4-09-151663-7    | 25 marzo 2011 ISBN 978-88-97349-06-8                                   |
| 3  | Capitoli - 22. You must choose between us! - 23. Il segreto svelato - 24. Toma non è uno studente della Keio, ma... - 25. Il disturbo ossessivo - 26. La separazione - 27. L'uomo ideale, l'uomo del destino - 28. La scena dell'addio è in biblioteca - 29. Help! - 30. Perché fai questo per me? - 31. La seconda prova d'esame - 32. La proclamazione della sconfitta |                                   |                                                                        |
| 3  | Trama Urara dice a Mieko di essere la cugina di Toma e che lo ama; quando Mieko confida di essersi innamorata di Toma il ragazzo si trova a dover scegliere con chi mettersi insieme. La situazione è difficile ma Urara capisce che Toma vorrebbe stare con Mieko e scappa. Nel frattempo Tatsuhiko Mashu — uno studente della Keio infatuato di Mieko — non tollera che Toma esca con Mieko; approfittando del fatto che Komi è innamorata di lui invita la ragazza a cena in albergo per carpire delle informazioni su Toma. La serata tra i due si trasforma in una notte di passione e di sesso, durante la quale Mashu scopre che Toma non è stato ammesso alla Keio. Toma, intanto, decide di stare per un anno insieme a Mieko; quando comunica la sua decisione a Urara lei si chiude in casa dedicandosi allo studio. Komi, preoccupata per le assenze di Urara, va a trovarla e le racconta di essersi fidanzata con Mashu e che lui ha intenzione di separare Toma da Mieko. In un primo momento Urara sembra felice all'idea che Toma lasci Mieko, ma poi si rende conto che il cugino soffrirebbe troppo e decide di andare da lui per avvisarlo. Mashu ha organizzato un incontro con Mieko e Toma alla biblioteca dell'università, dove si entra solo con la tessera della Keio: per lui è l'occasione giusta per far vedere a Mieko che Toma non è uno studente della Keio. Mentre Toma sta per essere scoperto viene diffuso un annuncio — chiesto da Urara — che lo invita a ritirare la sua tessera all'ingresso dell'università; prima di uscire dalla biblioteca Toma trova il coraggio di dire a Mieko di non essere uno studente della Keio mandando a monte il piano di Mashu. Per Toma a questo punto le cose sembrano precipitare: Mieko — che pretende che il fidanzato sia uno studente della Keio — lo abbandona per mettersi insieme a Mashu, la madre gli chiede di rientrare a casa se l'anno prossimo non fosse ammesso all'università e al secondo test ha ottenuto un risultato peggiore rispetto al primo. Toma incontra Urara alla scuola di preparazione — dopo che la cugina aveva subito le avances di Naomi Kugenuma, una delle tutor — e le propone di andare insieme in gita. Urara sceglie di andare al mare a Kamakura; mentre Toma è seduto su una panchina in riva al mare inizia a piangere, sotto lo sguardo preoccupato di Urara. |                                   |                                                                        |
| 4  | Sakura Mail 4 「桜通信 4」 - Sakura tsūshin 4 | settembre 1996 ISBN 4-09-151664-5 | 22 aprile 2011 ISBN 978-88-97349-11-2                                  |
| 4  | Capitoli - 34. Disperazione - 35. Che cosa faccio? - 36. Vada come vada! - 37. Il loro primo contatto - 38. L'amore illusorio - 39. Corsi estivi - 40. Viva gli esaminandi - 41. Shall we swim? - 42. Gelosia - 43. Fuochi d'artificio - 44. Il motivo |                                   |                                                                        |
| 4  | Trama Toma confida i suoi problemi a Urara; la ragazza inizia a piangere e Toma, da questo gesto, capisce quanto lo ami la cugina. I guai per lui non sono finiti: Mashu lo contatta telefonicamente per vantarsi di essere stato a letto con Mieko. Toma ripiomba nella disperazione e Urara, per tentare di sollevargli il morale, lo invita a trascorrere qualche ora in un love hotel. Mentre i ragazzi sono in camera Urara scopre cosa turbi Toma: quello che era nato come uno scherzo si trasforma in una notte di romantica passione tra i due ragazzi che hanno la prima esperienza sessuale della loro vita insieme. Nei giorni successivi Toma e Urara si incontrano ancora nell'appartamento del ragazzo, dove trascorrono altri tre giorni di passione senza mai uscire di casa; Komi è preoccupata per le assenze di Urara ma Akimoto è sicuro del fatto che tra i due non ci sia una relazione basata solo sul sesso ma qualcosa di più importante. Le sue parole sembrano avverarsi quando Toma saluta Urara che sta rientrando a casa dicendole che crede di essersi innamorato di lei. Toma e Urara, approfittando dei corsi estivi, si impegnano duramente nello studio; Akimoto vede che il suo amico è veramente determinato a superare gli esami e gli propone di trascorrere una giornata di svago in piscina. Qui i due ragazzi incontrano Urara e Komi; Akimoto e Komi cercano di tenere lontani i due cugini ma i loro sforzi vengono vanificati da Urara che, con una scusa, riesce a far allontanare Komi e a passare qualche momento da sola insieme a Toma. Nel frattempo la professoressa Kugenuma — che in seguito a una delusione d'amore subita in passato ha deciso di frequentare solo donne diventando lesbica — si è innamorata perdutamente di Urara e, approfittando del suo ruolo di insegnante, tenta di intromettersi tra i due ragazzi. I suoi tentativi però vanno a monte grazie alle capacità di Toma, che riesce a superare i test a sorpresa preparati dalla professoressa. Kugenuma però non intende rinunciare a Urara e giura che farà in modo che Toma sembri un molestatore sessuale per fargli perdere l'amore di Urara e l'amicizia di Akimoto. |                                   |                                                                        |
| 5  | Sakura Mail 5 「桜通信 5」 - Sakura tsūshin 5 | dicembre 1996 ISBN 4-09-151665-3  | 20 maggio 2011 ISBN 978-88-97349-15-0                                  |
| 5  | Capitoli - 45. L'amicizia distrutta - 46. La rottura - 47. L'esclusione - 48. Tu non mi tradisci - 49. L'angelo profanato - 50. Il tempo senza di te - 51. Quando l'amore diventa odio - 52. Perché io sono così - 53. Di chi è la colpa della sfortuna? - 54. Il party segreto - 55. Non ti chiederò l'impossibile |                                   |                                                                        |
| 5  | Trama Il piano di Kugenuma prende forma: con la complicità di Megumi Yamada — una studentessa che frequenta lo stesso corso di Toma e Akimoto, amante della professoressa — Toma viene fatto passare per un pervertito e Akimoto prova una grande rabbia nei suoi confronti. Nello stesso momento Urara viene molestata da Kugenuma che, respinta dalla ragazza, fa in modo che Toma non possa frequentare la scuola. Urara, parlando con Toma, scopre il piano della professoressa Kugenuma: per amore del cugino cede al ricatto della tutor e trascorre una notte di sesso con la donna che la tormenta. Questo però non basta a Kugenuma, che pretende anche che Urara non veda o senta Toma per riammetterlo a scuola. I giorni successivi sono molto duri per Urara e soprattutto per Toma che, per superare i test estivi, è costretto a segregarsi in casa e studiare duramente senza poter contare sull'amicizia di Akimoto e sull'amore di Urara. Il 4 agosto, giorno dei test nazionali, Toma si presenta alla scuola per sostenere la prova nonostante il divieto imposto dalla tutor. Urara lo raggiunge e scopre che Kugenuma non ha mantenuto la promessa perché non aveva permesso a Toma di frequentare nuovamente le lezioni. Mentre Toma e Urara si abbracciano Kugenuma, che assiste alla scena, in preda alla gelosia tenta di scagliarsi contro Toma brandendo un taglierino; le sue intenzioni omicide vengono bloccate da Yamada che, pentita per quello che ha fatto, minaccia di denunciare il comportamento della professoressa all'amministrazione della scuola se tenterà ancora di intromettersi tra Toma e Urara. I due ragazzi intanto sono a casa di Toma e non si rendono conto che un incendio — appiccato da Kugenuma — sta per avvolgere tutto il palazzo. Akimoto — che aveva scoperto da Yamada come erano andate le cose e stava andando da Toma per scusarsi — riesce a salvare Urara e Toma mettendo a rischio la sua vita. Kugenuma viene arrestata grazie alle testimonianze di Yamada e Akimoto e per Toma le cose iniziano a migliorare: anche se è rimasto senza casa l'amicizia con Akimoto è più forte, il test è andato bene e pensa di tornare a vivere a casa di Urara. Uno dei suoi professori gli consegna una lettera scritta da Kugenuma prima di finire dietro le sbarre; quando Toma la legge rimane sconvolto perché scopre che Urara ha chiesto alla professoressa di incontrarsi in un love hotel. |                                   |                                                                        |
| 6  | Sakura Mail 6 「桜通信 6」 - Sakura tsūshin 6 | marzo 1997 ISBN 4-09-151666-1     | 24 giugno 2011 ISBN 978-88-97349-18-1                                  |
| 6  | Capitoli - 56. Gravidanza - 57. Ho bisogno di parlarti - 58. Il bivio - 59. Date Club - 60. La legge del Date Club - 61. Ascolta le mie ragioni - 62. Partorisci? Abortisci? - 63. Il giro degli "Yarimoku" (prima parte) - 64. Il giro degli "Yarimoku" (seconda parte) - 65. La vendetta - 66. Il rapimento |                                   |                                                                        |
| 6  | Trama Dopo aver visto la lettera di Kugenuma Toma inizia a credere che Urara sia lesbica e che l'abbia tradito con la tutor; decide quindi di non tornare a vivere con lei e chiede ospitalità ad Akimoto. Urara scopre di essere incinta e vorrebbe parlare con Toma che però si nega anche perché Mieko si è riavvicinata a lui e gli ha chiesto un appuntamento. Urara, di ritorno da una visita ginecologica, si sente male e viene soccorsa da Komi; l'amica ha iniziato a lavorare in un club dove si pratica l'enjo kōsai e chiede di lavorare insieme a lei per guadagnare i soldi necessari per abortire o portare avanti la gravidanza. Grazie all'aiuto di Komi Urara inizia a capire come funziona il lavoro, ma l'inesperienza e l'ingenuità non le consentono di guadagnare molti soldi. Dopo alcuni giorni Toma e Urara si incontrano a scuola; Urara vorrebbe parlare della gravidanza per prendere una decisione sul futuro del bambino ma non ci riesce perché Toma la blocca chiedendole se è vero che ha fatto sesso con Kugenuma e se sia lesbica. Urara afferma di essere stata con la professoressa ma non riesce a spiegare che lo ha fatto solo perché Toma potesse tornare a scuola: il ragazzo pensa di essere stato tradito da Urara e decide di allontanarsi da lei troncando la loro relazione. Urara, rimasta sola, decide di tenere il bambino; per aiutarla Komi e le altre ragazze del club organizzano un "giro degli yarimoku", ossia truffare i clienti che vorrebbero fare sesso con loro per consegnare l'incasso a Urara. Intanto Toma è insieme a Mieko: la ragazza si è accorta che Mashu ha un'altra donna e, dopo essersi confidata con Toma, lo invita nuovamente in un love hotel intenzionata a concedersi a lui. Toma però è ancora innamorato di Urara e non riesce ad avere un rapporto sessuale con Mieko. La truffa di Komi fa guadagnare a Urara 60.000 yen, ma il cliente era un malvivente che è intenzionato a vendicarsi di Komi. Urara e Komi vengono seguite da alcuni delinquenti che riescono a rapire Komi mentre Urara — intervenuta in difesa dell'amica — rimane a terra dopo che uno dei rapitori le ha dato un violento calcio al ventre. Intanto Toma è rientrato a Izu al ryokan dei genitori, dopo che Akimoto gli ha consegnato una lettera di Komi per lui. |                                   |                                                                        |
| 7  | Sakura Mail 7 「桜通信 7」 - Sakura tsūshin 7 | giugno 1997 ISBN 4-09-151667-X    | 29 luglio 2011 ISBN 978-88-97349-24-2                                  |
| 7  | Capitoli - 67. La lettera di Komi - 68. Mentre Toma non lo sa - 69. Che cosa dirà lui? - 70. It's too late - 71. Facoltà di lettere della Keio: entrato! - 72. Se ti inginocchi - 73. 20-80 - 74. Una giornata a casa Mashu - 75. Il mio buon amico (Prima parte) - 76. Il mio buon amico (Seconda parte) - 77. Scorta d'amore |                                   |                                                                        |
| 7  | Trama Urara viene soccorsa da Mizuki Akimoto, una delle ragazze che lavora insieme a lei al club; il colpo ricevuto al ventre è stato fatale per il bambino e in ospedale non possono evitare di praticarle un aborto. Nel frattempo Toma, leggendo la lettera che gli ha scritto Komi, scopre come sono andate le cose tra Urara e la tutor e viene a conoscenza della gravidanza della cugina. Dopo una notte tormentata Toma decide di tornare da Urara per scusarsi con lei e parlare del bambino; una volta a Tokyo scopre da Mizuki che Urara è in ospedale e la raggiunge immediatamente. Toma, non sapendo dell'aborto di Urara, chiede alla cugina di tenere il bambino. Urara dà uno schiaffo a Toma dicendogli che è troppo tardi e inizia a piangere in silenzio; Toma è imbarazzato ma quando Mizuki gli spiega quello che è successo scoppia in un pianto disperato, che solo l'affetto di Urara può calmare. Un mese dopo Urara, completamente guarita, dice a Toma che lo ha visto uscire da un love hotel insieme a Mieko e si dimostra gelosa; Toma la tranquillizza dicendole che pensa solo a lei e che non vedrà più Mieko ma le cose stanno per prendere una piega diversa. Una credenza vuole che se uno studente si inginocchia davanti alla statua di Yukichi Fukuzawa verrà ammesso alla Keio; Toma va all'università per compiere il gesto scaramantico e incontra Mieko che, pur essendo già stata ammessa all'università, si inginocchia davanti alla statua pregando per l'ammissione di Toma. Mashu assiste alla scena e, convinto che Mieko si voglia riavvicinare a Toma, organizza un piano per separare i due. Mashu fa credere a Toma di essere diventato suo amico e lo invita a fare un giro sulla sua nuova e potente auto, ma dopo poco finge di stare male e di non essere in grado di guidare. Mentre Toma guida al suo posto, Mashu lo costringe a fare delle manovre spericolate che mettono a repentaglio la vita dei due, fermandosi solo quando il ragazzo gli dichiara che non cercherà più Mieko. Appena Toma scende dall'auto, però, grida a Mashu che farà di tutto pur di non lasciare Mieko nelle sue mani. Intanto Urara confida a Komi — che è uscita indenne dalle mani dei suoi rapitori — di sentirsi lontana da Toma nonostante quello che è successo tra loro all'ospedale. I suoi timori paiono avverarsi la sera stessa quando Toma le dice che vuole trascorrere una notte di passione con lei: mentre Urara si prepara scopre che sul cercapersone di Toma è arrivato un messaggio e inizia a pensare che sia di Mieko. |                                   |                                                                        |
| 8  | Sakura Mail 8 「桜通信 8」 - Sakura tsūshin 8 | settembre 1997 ISBN 4-09-151668-8 | 2 settembre 2011 ISBN 978-88-97349-26-6                                |
| 8  | Capitoli - 78. L'indeciso - 79. Il segreto del successo - 80. Anfetamine - 81. Primi effetti dello speed - 82. Supera il test con un'iniezione - 83. Non riesco a smettere! - 84. Allucinazioni - 85. Verrà sicuramente - 86. Scusa il ritardo - 87. La ragazza di Akimoto (Prima parte) - 88. La ragazza di Akimoto (Seconda parte) |                                   |                                                                        |
| 8  | Trama Urara, gelosa per il messaggio ricevuto da Toma, decide di fidarsi delle parole del cugino che le ha detto di aver incontrato Mieko per caso all'università. Per Toma però stanno per arrivare momenti difficili: Mashu — con la complicità involontaria di Komi — fa avere al ragazzo una scorta di cristalli di speed spacciandoli per un incenso che dovrebbe aiutarlo nello studio in vista di un importante test di preparazione. Lo scopo di Mashu è quello di far subire a Toma i gravi danni causati dalle anfetamine ed escluderlo dai pretendenti a Mieko; Toma inizia a inalare i fumi dello speed e per qualche giorno riesce a studiare duramente. Gli effetti collaterali, però, non tardano a manifestarsi e Toma — ancora all'oscuro della vera natura della sostanza — si accorge di non poter fare a meno dello speed. La verità si rivela a Toma quando Mashu gli dirà che lo ha reso dipendente dallo speed e che potrà avere qualche effetto stimolante solo iniettandosi la droga. Nel frattempo Urara, con l'aiuto di Komi e Mizuki, scopre che Toma sta usando anfetamine e che non ha intenzione di smettere fino al giorno del test; sentendosi tradita dal ragazzo lo caccia di casa dicendogli che la loro storia è finita. Mentre Toma tenta di resistere alla tentazione di usare la droga, Urara se ne va a Shonandaria a togliere il lucchetto che aveva messo con Toma durante la loro gita al mare. La vigilia del test Toma riceve una lettera di Urara da Mizuki: la cugina lo attenderà a Shonandaria per 24 ore dopo il test, che dovrà affrontare senza usare lo speed, prima di gettare il loro lucchetto. Il giorno del test Toma è in preda alle allucinazioni e sta per iniettarsi lo speed, mentre Urara ha trascorso una notte all'addiaccio sotto la neve per aspettarlo ed è molto debole. Komi e Mizuki, giunte a Shonandaria per aiutare Urara, si accorgono che la ragazza è febbricitante e cercano di convincerla a tornare a casa. Urara non intende andarsene, ma mentre le amiche stanno per portarla al taxi che le riporterà a casa vedono che Toma sta arrivando all'osservatorio. Urara scopre che il cugino è riuscito a resistere alla tentazione di usare la droga solo perché pensava a lei; queste parole sono come una nuova dichiarazione d'amore e Urara, con le lacrime agli occhi, abbraccia Toma sotto un'abbondante nevicata. Alcuni giorni dopo Toma e Urara, che erano per caso in un love hotel, vedono Akimoto entrare insieme a Mizuki. Toma e Urara credono che i due siano fidanzati ma scoprono che Mizuki è la sorella di Akimoto e che erano lì solo perché la ragazza, che ha la leucemia, si è sentita male e aveva bisogno di riposare. |                                   |                                                                        |
| 9  | Sakura Mail 9 「桜通信 9」 - Sakura tsūshin 9 | dicembre 1997 ISBN 4-09-151669-6  | 30 settembre 2011 ISBN 978-88-97349-31-0                               |
| 9  | Capitoli - 89. La verità degli amici - 90. Taccheggio - 91. Puoi buttare via tutto per il presente? - 92. Chi prepara gli esami non può avere amici? - 93. L'inizio di una storia di Natale super sexy - 94. G-shock! Mega shock! - 95. Calze super scese - 96. Host club Super Loose Socks - 97. Maniaco super disperato - 98. Dov'è la festa di Natale? - 99. Spy |                                   |                                                                        |
| 9  | Trama Urara e Toma, sconvolti per le parole di Akimoto, scoprono che le condizioni di salute di Mizuki sono preoccupanti. La ragazza è malata da molto, ha subito l'amputazione della gamba sinistra e Akimoto si sente in colpa per non essere stato in grado di proteggere la sorella. Mentre Urara rientra a casa incontra Komi: l'amica, che ha deciso di lasciare Mashu, ha cambiato look ed è diventata una ganguro. Mentre le ragazze passeggiano per Tokyo vedono Akimoto che viene bloccato in un negozio perché soprpreso a taccheggiare. Il ragazzo non ha alcuna conseguenza — un suo amico risarcisce la proprietaria — ma Toma, che ha assistito alla scena, rimprovera l'amico dopo avergli dato un pugno. L'indomani Toma va a trovare Mizuki; la ragazza gli confida che il fratello è rimasto molto scioccato quando ha saputo dell'aggravamento della malattia. Appena Toma esce dall'ospedale Urara gli comunica che Akimoto sta tentando nuovamente di rubare. Toma si precipita da Akimoto e si offre di rubare qualcosa al suo posto perché, avendo 19 anni, è ancora minorenne e non può essere arrestato. Akimoto, che non aveva intenzione di rubare niente, si rende conto di quanto Toma tenga a lui. Urara vuole organizzare una festa di Natale con Toma, Akimoto e Komi per scambiarsi i regali e chiede al cugino cosa voglia in dono. Toma, scherzando, dice di volere un costoso orologio. Urara prende sul serio le parole di Toma e cerca il modo di guadagnare rapidamente la cifra necessaria. Komi le propone un lavoro dalla buona paga: cameriera in un locale dove dovrà vestirsi con la marinaretta, portare i loose socks e intrattenere i clienti. Toma, intanto, riceve una telefonata dal padre di Urara: l'uomo ha saputo che i voti della figlia sono peggiorati e ha intenzione di farla seguire da un insegnante privato. La vigilia di Natale Urara inizia a lavorare e, piena di imbarazzo, si trova a dover soddisfare le richieste particolari di un cliente che aveva già conosciuto quando lavorava al date club. Quando le avances dell'uomo si fanno troppo insistenti un buttafuori interviene in soccorso di Urara: il ragazzo è Ryuichi Kazama, un amico d'infanzia. Mentre il maniaco è a terra svenuto Komi gli svuota il portafogli; lei e Urara possono smettere di lavorare e andare in ospedale da Mizuki dove, insieme a Toma e Akimoto, riescono a festeggiare il Natale. Mentre Toma e Urara sono fuori Ryuchi entra nell'appartamento dei due ragazzi per spiare; il signor Kasuga scopre così che Toma abita con la figlia e, geloso per lei, chiede a Ryuchi di dare delle ripetizioni a Urara e di cacciare di casa Toma. Ryuchi, da sempre innamorato di Urara, accetta il compito e lascia l'appartamento dopo aver preso un reggiseno di Urara che la ragazza aveva lasciato sul suo letto. |                                   |                                                                        |
| 10 | Sakura Mail 10 「桜通信 10」 - Sakura tsūshin 10 | aprile 1998 ISBN 4-09-151670-X    | 28 ottobre 2011 ISBN 978-88-97349-36-5                                 |
| 10 | Capitoli - 100. Insegnante privato - 101. Motivo - 102. Tonma e Jinma - 103. Metodi per svegliarsi - 104. Azione - 105. Adult children (Ryuichi Kazama) - 106. Il piano per eliminare Toma Inaba - 107. L'ultimo incontro - 108. Omicidio - 109. Disperazione - 110. Frattura al braccio destro |                                   |                                                                        |
| 10 | Trama Dopo la festa di Natale Urara incontra Toma alla scuola di preparazione e gli chiede di trascorrere la sera con lei per studiare insieme. Mentre torna a casa incontra Ryuichi che, geloso di Toma e deciso a mettere in atto il piano del padre di Urara, comunica alla ragazza che inizierà a darle delle ripetizioni da quella sera. Urara spinge Toma ad andare da Akimoto: teme che se il padre sapesse che abita con lui farebbe di tutto per separarli e non vuole che il suo insegnante privato veda Toma a casa sua. Ryuichi, però, sa già che Toma abita con Urara e, dopo che il ragazzo se ne è andato, inizia subito a dare ripetizioni a Urara; approfittando di un momento di stanchezza della ragazza riesce a darle un bacio. Il giorno seguente Urara fissa un incontro con Toma; Ryuichi scopre le loro intenzioni e, approfittando dell'ingenuità di Akimoto che gli racconta tutti i dettagli della storia tra Urara e Toma, fa credere a Toma che Urara non ha più intenzione di vederlo. Ryuichi, che sembra condividere un segreto con il padre di Urara, inizia a pensare al modo di allontanare definitivamente Toma da Urara anche — come aveva detto il signor Kasuga — a costo di ucciderlo. Ryuichi chiede quindi aiuto a Mashu e gli fa credere che vuole portare Toma in un luogo isolato per riempirlo di botte. Mashu accetta ma è all'oscuro delle vere intenzioni di Ryuichi: simulare un incidente d'auto per uccidere Toma. Ryuichi fa credere a Toma che Urara vuole incontrarlo e lo convince a seguirlo per andare dove lo dovrebbe attendere la ragazza; durante il tragitto spinge improvvisamente Toma davanti all'auto condotta ad alta velocità da Mashu che non riesce a evitarlo. Toma viene portato in ospedale, le sue condizioni non sono particolarmente gravi ma ha riportato la frattura del braccio destro. Il ragazzo non è in grado di sostenere gli esami di ammissione — per lui è impossibile scrivere — ed è molto depresso. Akimoto, accorso in ospedale per confortare l'amico, chiama Urara per dirle di venire a trovare Toma; la telefonata viene presa da Ryuichi che, contrariamente a quanto aveva detto a Akimoto, non riporta il messaggio a Urara. In ospedale, intanto, giunge Komi che vuole trascorrere il capodanno insieme a Mizuki; Akimoto le racconta quello che è successo e Komi tenta di avvisare Urara. I suoi tentativi, però, sono vani: il telefono di casa Kasuga è sempre occupato perché Ryuichi, mentre dà ripetizioni a Urara, ha lasciato alzata la cornetta dell'apparecchio. |                                   |                                                                        |
| 11 | Sakura Mail 11 「桜通信 11」 - Sakura tsūshin 11 | luglio 1998 ISBN 4-09-152281-5    | 2 dicembre 2011 ISBN 978-88-97349-44-0                                 |
| 11 | Capitoli - 111. Fine preparazione - 112. Una buia notte di disperazione - 113. Leave me alone - 114. Nuovo anno - 115. La crisi fornisce l'occasione - 116. I risultati degli esami - 117. La ricompensa - 118. L'esame dell'università S! - 119. L'esame dell'università K - 120. L'esame della Keio - 121. La prima e ultima volta |                                   |                                                                        |
| 11 | Trama Komi, saputo dell'incidente di Toma, corre da Urara; la ragazza suona il campanello di casa Kasuga proprio quando Ryuichi — dopo averle fatto delle avances spinte — sta tentando di violentare Urara. Komi racconta all'amica dell'incidente; Urara si precipita da Toma e lo trova sul tetto dell'ospedale, intenzionato a suicidarsi. Urara tenta di confortare Toma, ma lui l'accusa di non comprendere cosa stia provando. Sentendo queste parole la ragazza reagisce tentando di rompersi il braccio destro con una sbarra di ferro trovata sul terrazzo dell'ospedale; solo il rapido intervento di Toma — che comprende quanto Urara tenga a lui — le impedisce di portare a termine il suo proposito. Toma trascorre i primi giorni dell'anno dai genitori, dove Urara lo raggiunge spiegandogli che può dare gli esami anche se non può scrivere: le varie università mettono a disposizione dei candidati con problemi fisici degli addetti che compilano i moduli seguendo le loro indicazioni. Toma, confortato dall'affetto di Urara, si impegna duramente nello studio e nella fisioterapia per poter sostenere gli esami di ammissione. Komi scopre che Mashu e Ryuichi hanno organizzato l'incidente e avvisa Urara; la ragazza non riesce a credere che il suo insegnante privato abbia tentato di uccidere Toma, ma si confida con il cugino che viene così a sapere la verità sul suo incidente. Il giorno prima degli esami di ammissione Komi incontra Akimoto e racconta anche a lui la storia dell'incidente di Toma. La mattina successiva Toma — completamente ristabilito — sostiene l'esame di ammissione alla prima università scelta mentre Akimoto sta pestando a sangue Mashu per vendicare quello che ha fatto all'amico. Mashu ha la peggio, ma riesce a liberarsi dando una coltellata alla schiena di Akimoto che rimane a terra. Toma è impegnato negli studi; per San Valentino — vigilia dell'esame di ammissione alla Keio — riceve degli honmei choco da Urara e Mieko con due bigliettini: la cugina è stata ammessa alla Sophia University e Mieko sta per sposarsi con il fidanzato. L'indomani Toma, dopo l'esame, incontra Mieko: la ragazza è decisa a concedersi a lui un'unica volta prima di sposarsi e lo porta in un love hotel per trascorrere dei momenti di passione. Intanto Urara è con Ryuichi: quando scopre che il ragazzo ha tentato di uccidere Toma perché innamorato di lei se ne va dicendogli di non farsi più vedere. Ryuichi è disperato: ha perduto Urara, non ha tenuto fede all'accordo con il padre della ragazza e sta per essere catturato dalla polizia; ubriaco, si ritrova nel mezzo della strada quando un camion sta venendo verso di lui ad alta velocità. |                                   |                                                                        |
| 12 | Sakura Mail 12 「桜通信 12」 - Sakura tsūshin 12 | 5 ottobre 1998 ISBN 4-09-152282-3 | 23 dicembre 2011 ISBN 978-88-97349-49-5                                |
| 12 | Capitoli - 122. Che fine faranno i soldi? - 123. I risultati dell'università K - 124. I risultati della Keio - 125. Numero d'esame 21289 - 126. La scomparsa di Toma - 127. Se sei stanco, un dolcetto per te - 128. Paura di morire - 129. Prima volta - 130. Sul serio con Komi?! - 131. Noiose vacanze di primavera - 132. Anche Urara perde un anno |                                   |                                                                        |
| 12 | Trama Toma è stato ammesso all'università S; mentre sta andando a iscriversi insieme a Urara giunge una chiamata di Komi che ha saputo della pugnalata subita da Akimoto. Mentre Toma è al capezzale dell'amico decide di usare la metà dei soldi che i genitori gli avevano mandato per gli studi per pagare le spese mediche di Akimoto, sperando di essere ammesso alle altre università. La fortuna, però, non gioca dalla sua parte: Toma non viene ammesso né all'università K né alla Keio e per lui si prospetta un nuovo anno di scuola di preparazione. Toma è abbattuto e reagisce in maniera inconsulta: si introduce all'interno di una scuola elementare e inizia a devastare le aule. Nel frattempo Urara, preoccupata per Toma, ha scoperto che il ragazzo non ha superato gli esami di ammissione; con l'aiuto di Komi rintraccia Toma e lo raggiunge alla scuola. Urara entra nell'aula dove si trova Toma, lui non la vede e fugge dalla finestra pensando di essere stato scoperto dalla sorveglianza. Urara segue il cugino; quando esce dalla finestra perde il libretto scolastico che viene recuperato dagli insegnanti della scuola. Mentre Toma è su un terrazzino che dà su un fiume Urara lo raggiunge camminando sul cornicione. La ragazza fa capire a Toma che sa che lui non è stato ammesso; improvvisamente perde l'equilibrio e cade nel fiume. Toma si tuffa immediatamente e riesce a portare a riva Urara; una volta in salvo Urara convince Toma che quelli che lui considera aspetti negativi del suo carattere sono in realtà dei punti di forza. Grazie alle parole di Urara Toma inizia a vedere le cose sotto una prospettiva migliore e decide di affittare un appartamento per andare a vivere da solo; trovandosi casualmente davanti a un imekura decide di entrare. Toma (che indossa una maschera) si trova quindi davanti a una ragazza molto carina e disinibita che lo intrattiene in una stanza buia e si lascia andare alla passione. Dopo i preliminari la ragazza decide di vedere il suo cliente. Appena si accende la luce una scena surreale appare davanti ai due amanti: Toma si accorge di essere in compagnia di Komi che, convinta da Mashu, ha iniziato a prostituirsi. Nel frattempo Urara viene accusata di aver danneggiato la scuola elementare e, per non essere denunciata, è costretta a ritirarsi dalla Sophia University; Toma vorrebbe dire la verità per scagionare la cugina ma Urara preferisce assumersi la responsabilità di tutto per non inguaiare il cugino. Quando Toma torna a casa rimane stupito: nel suo appartamento trova una ragazza in sottoveste che lo attende felice chiamandolo "fratellino". |                                   |                                                                        |
| 13 | Sakura Mail 13 「桜通信 13」 - Sakura tsūshin 13 | 5 gennaio 1999 ISBN 4-09-152283-1 | 27 gennaio 2012 ISBN 978-88-97349-55-6                                 |
| 13 | Capitoli - 133. Black coffee - 134. Il diario di Momoe - 135. Sesso da sola - 136. Il significato della chiave... - 137. Ti piacciono le ragazze carine? - 138. Ti piacciono le ragazze con le tette grandi? - 139. Ti piace la cosina delle ragazze? - 140. Urara, c'è un maniaco?! - 141. Il movente del maniaco - 142. La richiesta di Toma - EXTRA. Il diabolico rumore di passi |                                   |                                                                        |
| 13 | Trama La ragazza che Toma incontra a casa è Momoe Shimizu, che abitava vicino a lui quando erano bambini. Toma teme di non essere in grado di resistere a eventuali avances della ragazza che sembra molto disinibita. Momoe perde l'ultimo treno per rientrare a casa e, per ringraziare Toma che ha deciso di ospitarla, si offre di lavargli la schiena. Mentre Toma sta facendo il bagno i suoi dubbi sembrano realizzarsi: Momoe gli passa inavvertitamente la spugna sul pene e lui tenta di abbracciarla. Momoe scappa dal bagno e Toma riprende il controllo della situazione; più tardi legge il diario di Momoe e scopre perché è venuta da lui: il fratello la molesta sessualmente e lei voleva essere consolata da Toma come faceva quando da bambini la prendevano in giro. Toma, arrabbiato con se stesso per aver deluso Momoe, decide di andare a dormire fuori di casa. Momoe, rimasta sola, non riesce a dormire; quando si accorge che Toma è uscito senza prendere la chiave vede che il ragazzo è all'addiaccio sulla porta di casa. Toma ha la febbre alta e Momoe lo mette a letto; mentre il ragazzo delira per la febbre Momoe capisce che ha scoperto la sua situazione. Il giorno dopo Toma si sveglia da solo: Momoe è tornata a casa e lo ringrazia perché ha trovato in lui un uomo di cui fidarsi. Nei giorni successivi Toma ha problemi a organizzare il piano di studi e chiede aiuto a Etsuko Koiwai, un'addetta alla segreteria della scuola; la ragazza, molto procace e ninfomane, gli dà appuntamento per la sera per dargli una risposta. Toma scopre che Etsuko lo ha invitato nel suo appartamento; quando giunge da lei vede che la donna, completamente ubriaca, vuole fare sesso con lui. Il ragazzo tenta di spiegarle di essere già impegnato con Urara e che non vuole tradirla, ma Etsuko lo convince a trattenersi da lei per una notte di passione. Dopo l'incontro con Etsuko Toma viene a sapere da Urara che qualcuno la perseguita sulla metropolitana; Toma si mette a cercare il maniaco e scopre che in realtà è una ragazza che palpeggia Urara. La situazione diventa ancora più complicata quando Toma — dopo aver incontrato un chiromante che gli preannuncia un'estate piena di incontri a sfondo sessuale — incontra quella ragazza alla scuola di preparazione: è Kotomi Hayashiba e vuole scoprire se Urara abbia un lato nascosto. Toma, dopo aver rifiutato le avances di Kotomi, le chiede se può "intromettersi" tra lui e Urara: non vuole rompere la relazione con la cugina, ma cerca un pretesto per allontanarsi da lei per darle modo di studiare. |                                   |                                                                        |
| 14 | Sakura Mail 14 「桜通信 14」 - Sakura tsūshin 14 | aprile 1999 ISBN 4-09-152284-X    | 24 febbraio 2012 ISBN 978-88-97349-64-8                                |
| 14 | Capitoli - 143. La vera Urara! - 144. Mi piace proprio Kasuga! - 145. Le foto del tradimento - 146. Un uomo normale - 147. La reazione di Urara alle foto - 148. Il telefono che non risponde - 149. Le scuole preparatorie di fine secolo - 150. Vuole lasciarmi - 151. Il peso nel cuore - 152. Il cellulare abbandonato - 153. Senza occhiali |                                   |                                                                        |
| 14 | Trama Kotomi non riesce a credere che Urara abbia rinunciato all'università per amore di Toma e studia un piano per scoprire la vera personalità della ragazza. Mentre Toma e Urara stanno pranzando, Kotomi finge di inciampare mentre porta una teiera e lancia l'acqua verso Toma; Urara, d'istinto, protegge il corpo di Toma esponendosi al getto d'acqua anche se indossa soltanto un grembiule e ha la schiena completamente nuda. Toma pensa che Urara si sia ustionata per proteggerlo, ma rimane sorpreso quando si accorge che la cugina è sana: la teiera conteneva dell'acqua fredda. Kotomi, che ha tendenze bisessuali, si scopre innamorata di Urara e inizia a cercare il modo di separare i due cugini. L'occasione per lei arriva rapidamente: dopo aver accompagnato Urara a casa torna da Toma e, approfittando del fatto che il ragazzo ha lasciato la porta aperta, inizia a sedurlo. Toma tenta di resistere, ma Kotomi è molto disinibita e cede alla passione. La ragazza ha preparato una trappola, e mentre è a letto con Toma riesce a scattare una foto che documenta il suo tradimento. Qualche giorno dopo Kotomi — che ha iniziato a frequentare la scuola di preparazione ed è nella stessa classe di Urara — mette la foto scattata a Toma nella borsa di Urara. Più tardi Urara, mentre è insieme a Kotomi, trova la foto e sembra non dare importanza al tradimento di Toma con il quale ha un appuntamento. Qualche giorno dopo Toma tenta di contattare Urara — che non è andata al loro appuntamento — ma lei si nega: nonostante l'indifferenza mostrata davanti a Kotomi è rimasta molto turbata vedendo la fotografia di Toma. Urara continua a negarsi a Toma; qualche giorno più tardi Kotomi le dice che Toma sapeva della foto ma ha fatto in modo che la vedesse come se volesse essere lasciato. Toma riesce finalmente a vedere Urara e, dopo averle spiegato come sono andate le cose alla scuola elementare, le chiede se è arrabbiata per la foto. Urara chiede a sua volta a Toma se stia insieme alla ragazza della foto; alla risposta positiva del ragazzo — che in realtà vuole solo cercare di allontanarsi da lei per permetterle di studiare — si arrabbia e torna a casa. Nei giorni seguenti Toma conosce Mieko Hotsuta, una sua compagna di scuola, che dopo alcuni malintesi gli chiede di uscire insieme; Toma accetta, e mentre è con lei al karaoke ripensa alle parole del chiromante che gli ha predetto nuovi incontri a sfondo sessuale. |                                   |                                                                        |
| 15 | Sakura Mail 15 「桜通信 15」 - Sakura tsūshin 15 | luglio 1999 ISBN 4-09-152285-8    | 16 marzo 2012 ISBN 978-88-97349-81-5                                   |
| 15 | Capitoli - 154. Imbranato, imbranato - 155. Voglio perdere la verginità! - 156. Appena sveglia... - 157. La verginità voglio darla a te - 158. Voglio alzare la media dei voti - 159. Voglio alzare la media dell'amore - 160. Mi perdoni?! Non mi perdoni! - 161. Test psicologico - 162. Cento volte, ce la fai? - 163. Qualcosa d inaspettato... - 164. Ci rinuncio - 165. L'ha capito! |                                   |                                                                        |
| 15 | Trama Al karaoke Mieko scopre di condividere con Toma le disavventure scolastiche: entrambi hanno fallito gli esami di ammissione all'università perché malati il giorno degli esami. Questo le permette di sciogliersi con Toma e, fidandosi del ragazzo, gli propone una variante erotica del karaoke. Mieko è sempre più disinibita e Toma dubita di riuscire a resistere alla tentazione; il gioco termina quando Toma si accorge che non hanno abbastanza soldi per rimanere ancora nel locale. Una volta usciti Mieko — che si vergogna di essere ancora vergine a 19 anni — decide di concedersi a Toma e con una scusa entra nella sua casa. Mieko si addormenta immediatamente e la mattina dopo — a causa della sbronza — non ricorda se abbia fatto sesso con Toma e, piena di vergogna, cerca di capire come sono andate le cose. Toma capisce i dubbi di Mieko e, dopo averle spiegato che non hanno fatto sesso e raccontato di aver perso un altro anno di università per aiutare Akimoto, la incita ad avere fiducia in se stessa. Nei giorni seguenti Mieko — che ha iniziato a usare lenti a contatto e a ricevere lettere d'amore dai compagni di scuola — invita Toma a studiare da lei. Lo studio è solo una scusa per Mieko, che porta Toma in camera da letto appena entrata in casa dicendogli che vuole concedersi a lui mentre inizia a spogliarsi. Toma non resiste alla sensualità di Mieko e trascorre una notte di passione insieme a lei. Nei giorni seguenti Toma trova il coraggio di chiedere scusa a Urara per i suoi tradimenti e si presenta davanti a lei con un enorme mazzo di rose rosse. Urara — che ha appena saputo che il padre intende tornare in Giappone — ha dei dubbi sulla sincerità di Toma ed è disposta a perdonarlo solo se supererà una prova per lei: salire per cento volte i 108 gradini che conducono al santuario e pregare per lei. Toma inizia la sua prova, sotto lo sguardo attento di un bonzo. Dopo alcuni passaggi inizia a piovere e le difficoltà aumentano: a un terzo della prova, dopo essere caduto per due volte, Toma medita di rinunciare quando il bonzo gli si avvicina. L'uomo, che si è accorto che Toma sta correndo solo per una sfida e non per fede, gli dà la forza di iniziare nuovamente la sua prova con rinnovata energia. Intanto Akimoto — che assisteva alla prova di Toma — chiama Urara e le spiega che il ragazzo non ha mai avuto intenzione di rinunciare e che ora sta veramente pregando per lei. Urara è commossa e, dopo averlo atteso ai piedi della scalinata, lo perdona. Mentre Toma è insieme a Urara chiede alla ragazza di tornare a vivere con lui se sarà ammessa alla Sophia University. |                                   |                                                                        |
| 16 | Sakura Mail 16 「桜通信 16」 - Sakura tsūshin 16 | settembre 1999 ISBN 4-09-152286-6 | 13 aprile 2012 ISBN 978-88-97349-92-1                                  |
| 16 | Capitoli - 166. La ricompensa - 167. Ritorno a casa - 168. Il padre di Urara - 169. Fuga - 170. Il segreto di Urara - 171. Fallimento - 172. Il prossimo nascondiglio - 173. Un mondo nuovo - 174. I parametri di Toma - 175. 184 - 176. L'ultimo inizio |                                   |                                                                        |
| 16 | Trama Dopo la prova al tempio Urara ha perdonato Toma; mentre lui sta facendo un test gli lascia un messaggio dicendogli di raggiungerla al più presto. Toma viene ricevuto da Urara in abiti molto provocanti: la ragazza vuole approfittare degli ultimi attimi in cui potrà stare da sola con lui prima del rientro del padre e lo spinge sul letto per trascorrere dei momenti di passione. Il signor Kasuga intanto atterra a Narita e, visto che il volo è arrivato in ritardo, avvisa Urara che passerà la notte in albergo. L'uomo ha assunto un investigatore che, il giorno seguente, gli racconta tutti i dettagli della storia tra Urara e Toma; nel frattempo Urara — che è molto agitata da quando ha saputo che dovrà rivedere il padre — chiede a Toma di fuggire con lei. Toma porta Urara a casa sua e le chiede perché non voglia vedere il padre; la ragazza, terrorizzata, mostra al cugino una ferita al polso sinistro e tremante di paura gli confida il suo segreto. Il padre è un uomo violento che la picchiava fin da quando era bambina; Urara tentò di suicidarsi ma questo non fece che aumentare le violenze fisiche e psicologiche del padre, che iniziò a portarsi a casa le sue amanti immediatamente dopo la morte della madre di Urara. Toma si convince a scappare con Urara quando Komi si presenta alla porta di casa sua: il signor Kasuga le ha telefonato per dirle che sta cercando i due ragazzi. Toma e Urara sono sconvolti perché non sanno dove rifugiarsi; Komi offre loro l'appartamento di una collega che è andata a vivere con il fidanzato e i due fuggiaschi ne approfittano immediatamente. Urara e Toma non sanno che Komi ha preso dei soldi dal signor Kasuga per portarli in un luogo dove lui potesse raggiungerli per uccidere Toma e picchiare Urara; l'uomo giunge all'appartamento dove Komi doveva portare i ragazzi ma lo trova vuoto. Komi ha fatto il doppio gioco, e quando il signor Kasuga le chiede spiegazioni gli dice che non ha nessuna intenzione di dirgli dove si trovi Urara. Il signor Kasuga, pressato dalla Yakuza, deve tornare immediatamente in Italia ed è costretto a rinunciare ai suoi piani di vendetta; Urara raggiunge Toma a scuola per comunicargli la buona notizia quando il ragazzo viene chiamato da un professore. Dopo il colloquio Toma e Urara rientrano a casa: lungo la strada trovano Takuya Tsuchida — un compagno di scuola di Toma con problemi di relazione soprannominato 184 — riverso a terra in un lago di sangue per i violenti colpi subiti da due sconosciuti armati di una mazza da baseball. |                                   |                                                                        |
| 17 | Sakura Mail 17 「桜通信 17」 - Sakura tsūshin 17 | gennaio 2000 ISBN 4-09-152287-4   | 18 maggio 2012 ISBN 978-88-6712-000-0                                  |
| 17 | Capitoli - 177. La seconda vittima - 178. Il giocattolo dei ricordi - 179. La testimonianza di Rinko - 180. Attacco a Toma - 181. La filosofia dell'HSS - 182. Di nuovo con Mieko - 183. Deciso! - 184. Soli soletti - 185. La marinaretta bagnata - 186. Due tette nel mare - 187. La maestra privata - 188. La notte della proposta |                                   |                                                                        |
| 17 | Trama L'aggressione a Takuya non rimane isolata e gli sconosciuti aggrediscono Rinko Asahina — una compagna di scuola di Toma — nel parco dove hanno picchiato il ragazzo. Toma rimane sconvolto da un biglietto affisso alla bacheca della scuola: un gruppo che si firma HSS rivendica il pestaggio dei due ragazzi e anticipa che lui sarà tra le prossime vittime. Intanto il professor Ibuki — l'insegnante che aveva parlato con Toma — sa che Rinko ha taciuto alla polizia dei particolari sull'HSS e convince Toma a chiederle informazioni. Il ragazzo scopre che anche Mieko Hotta fa parte dell'HSS; la notizia lo sconvolge, e mentre sta rientrando a casa viene avvicinato da due membri dell'HSS che iniziano a picchiarlo. Toma incassa alcuni colpi; appena vede Mieko riesce ad afferrarla e a farsi scudo con il suo corpo salvandosi grazie anche all'intervento del professor Ibuki. L'insegnante chiede a Toma di frequentare Mieko per capire chi li abbia convinti a prendersela con gli studenti che hanno voti bassi; il ragazzo scopre che il responsabile di tutto è Kenji Okuse, uno dei professori della scuola di preparazione che si è licenziato la settimana precedente ed è irreperibile. Toma, dopo le avventure che ha passato, decide di chiedere a Urara di sposarlo; Akimoto gli propone di trascorrere qualche giorno con la ragazza al mare nella villa di un collega, luogo famoso per una superstizione che predice un felice matrimonio di due fidanzati. Toma accetta e porta Urara alla villa, senza sapere che con loro ci saranno anche Akimoto, Takuya e tutte le ragazze con cui Toma ha avuto rapporti sessuali: Momoe, Etsuko, Mieko e Komi. Akimoto vuole mettere alla prova Toma: se saprà resistere alle avances delle ragazze potrà dirsi pronto per sposare Urara. Toma sa che lo attende una dura prova, se Urara lo vedesse con le altre ragazze lo lascerebbe; il giovane riesce a resistere a Momoe (che si infila nella vasca da bagno mentre lui si sta lavando) e a Etsuko (che si fa trovare nuda in spiaggia e, successivamente, tenta di sedurlo approfittando dell'assenza di Urara). Giunge l'ultima sera del soggiorno al mare: approfittando dello spettacolo offerto dai fuochi artificiali Toma vuole fare la proposta di matrimonio a Urara. Il ragazzo è sul terrazzo della villa e sta vedendo i fuochi d'artificio mentre attende Urara: improvvisamente Mieko, Komi, Etsuko e Momoe si presentano davanti a lui completamente nude. Toma non cede alla tentazione, ma vedendo arrivare Urara — che ha indossato lo yukata per l'occasione — teme per il suo progetto. |                                   |                                                                        |
| 18 | Sakura Mail 18 「桜通信 18」 - Sakura tsūshin 18 | aprile 2000 ISBN 4-09-152288-2    | 8 giugno 2012 ISBN 978-88-6712-014-7                                   |
| 18 | Capitoli - 189. 10 minuti prima del finale - 190. Urara! Vieni o non vieni? - 191. La mia sposina - 192. La scuola è fallita - 193. Tonma... - 194. Survival - 195. L'esame - 196. Una settimana dopo... - 197. Studio collettivo - 198. Ho paura... - 199. Promessa di Natale - 200. Che facciamo a Natale?! |                                   |                                                                        |
| 18 | Trama Le ragazze che si sono presentate nude davanti a Toma iniziano a comportarsi in maniera sempre più provocante. Toma tenta di resistere, ma nonostante i suoi sforzi per contenersi ha un'erezione. Urara vede l'eccitazione di Toma e, interpretandola come un tradimento, lo abbandona; mentre riflette sulle parole che le ha detto Toma (se non si presenterà per il finale dello spettacolo pirotecnico rinuncerà a lei) ha una visione della madre che la incita a dare ascolto al suo cuore. Urara raggiunge Toma quando lo spettacolo è già terminato; il ragazzo, con la complicità di Akimoto e delle ragazze — che accendono dei fuochi d'artificio — le chiede se vuole sposarlo. Urara accetta commossa per la gioia, portando a compimento il rituale previsto dalla superstizione. Per i ragazzi, però, si profilano nuovi guai: Toma scopre che la scuola di preparazione è fallita e dovrà trovarne un'altra o studiare da solo; il ragazzo ha un duro scontro con uno dei professori che si dimostra del tutto indifferente alle sue proteste. Urara intanto è preoccupata per le sue condizioni di salute: da un po' di tempo le capita di perdere l'equilibrio, ha forti mal di testa e problemi alla vista. Komi l'accompagna all'ospedale dove si sottopone ad accertamenti tra i quali una tac alla testa, la cui risposta è prevista dopo sette giorni dalla visita. Dopo la notizia della chiusura della scuola Toma è apatico; Akimoto è preoccupato e chiede a Urara di andare a vedere come stia. La ragazza approfitta della chiamata di Akimoto per chiedergli un favore: domandare a un medico quali possano essere le cause dei suoi disturbi. Mentre la ragazza è da Toma riceve una telefonata da Akimoto: i suoi sintomi fanno pensare a un tumore cerebrale e richiedono un rapido consulto medico. Toma ha iniziato a frequentare un corso di studio collettivo che il professor Ibuki tiene clandestinamente nei locali della scuola di preparazione e si sta riprendendo. Urara non ha avuto il coraggio di ritirare la risposta della tac e ha sempre più difficoltà alla vista; senza dire niente a Toma delle sue condizioni di salute gli chiede cosa farebbe se lei morisse prima di lui. Toma risponde che se dovesse succedere una cosa del genere si suiciderebbe piuttosto che rimanere da solo. Urara, confortata da questa dimostrazione d'amore, chiede a Toma di trascorrere il Natale a Kamakura per vedere i disegni che fecero da bambini all'interno della statua di Budda nel tempio di Kōtoku-in. Mentre Urara è a casa da sola riceve una telefonata dal padre: è stato contattato dai medici che hanno visitato la ragazza perché hanno scoperto che ha un tumore al cervello e vuole tornare in Giappone il 24 dicembre per portarla in ospedale.                                                       |                                   |                                                                        |
| 19 | Sakura Mail 19 「桜通信 19」 - Sakura tsūshin 19 | giugno 2000 ISBN 4-09-152289-0    | 20 luglio 2012 ISBN 978-88-6712-026-0                                  |
| 19 | Capitoli - 201. Punizione - 202. Tutto a posto - 203. Informed consent - 204. Mi manchi! - 205. Vieni più vicino - 206. La telefonata - 207. Il movente - 208. C'era amore? - 209. Legami - 210. La donna e la gallina - 211. Image training - 212. L'esame della Sophia University |                                   |                                                                        |
| 19 | Trama 24 dicembre, ore 15: Toma è a Kamakura e attende Urara; nello stesso momento la ragazza è in ospedale da Mizuki e le confida le sue condizioni di salute. Toma non riesce a mettersi in contatto con Urara e, dopo averla attesa per alcune ore, se ne va promettendosi di tornare al tempio insieme alla cugina per mantenere fede alla promessa. Mentre Toma rientra a Tokyo i ragazzi dell'HSS attirano in una trappola il professor Okuse e lo pestano a sangue; all'arrivo della polizia i ragazzi fuggono mentre il professor Ibuki — che si trovava sul luogo dell'assalto — viene portato in commissariato per chiarimenti e trattenuto per aver occupato i locali della scuola di preparazione senza averne il permesso. I medici intanto hanno comunicato a Urara che se il suo tumore fosse maligno ci potrebbero essere delle grosse difficoltà a riprendere una vita normale; la ragazza, aiutata da Komi, organizza un incontro con Toma per il primo dell'anno per avere la possibilità di vederlo un'ultima volta se non dovesse recuperare la vista. Dopo qualche tempo Toma supera brillantemente gli esami di preparazione per la Keio; il professor Ibuki si complimenta con lui ma gli comunica una brutta notizia: Takuya è stato sequestrato dall'HSS. Toma si precipita alla scuola di preparazione — luogo della prigionia di Takuya — per convincere l'HSS a liberarlo e scopre che il ragazzo ha ideato un finto sequestro per mettere alla prova i sentimenti della madre. Quando il ragazzo si accorge che la madre non ha portato la cifra del riscatto decide di uccidersi gettandosi dal terrazzo della scuola; la madre riesce a salvarlo facendogli scudo con il proprio corpo. L'evento, che causa solo alcune fratture alla madre di Takuya e lievi escoriazioni al ragazzo, riesce a riportare alla normalità i rapporti tra madre e figlio; mentre Toma è coinvolto nel finto sequestro di Takuya, Urara viene operata senza aver detto niente al cugino sulle sue situazioni di salute. Nei giorni seguenti Toma incontra nei giardini della Keio Mieko Yotsuba: la ragazza, dopo il loro ultimo incontro, lo incita ad affrontare con spirito positivo le situazioni che la vita gli pone davanti. Urara intanto si sta riprendendo dall'operazione e per i medici sarà in grado di affrontare gli esami di ammissione previsti per il 7 febbraio. Toma sente la mancanza di Urara e, preoccupato per una reazione della cugina durante il loro incontro a capodanno, scambia alcuni messaggi con lei che gli conferma di stare benissimo e che sta studiando duramente. Il 7 febbraio Urara è alla Sophia University: mentre sta per entrare si emoziona vedendo che Toma è al cancello dell'istituto e la sta aspettando.                                                                                                 |                                   |                                                                        |
| 20 | Sakura Mail 20 「桜通信 20」 - Sakura tsūshin 20 | agosto 2000 ISBN 4-09-152290-4    | 24 agosto 2012 ISBN 978-88-6712-036-9                                  |
| 20 | Capitoli - 213. Amore e cioccolato - 214. Notte prima degli esami - 215. E se Tonma non entrasse alla Keio? - 216. Papà - 217. L'anello di fidanzamento - 218. L'anello a Urara... - 219. Urara... - 220. Videotape - 221. Amore incondizionato - 222. Nel quartiere a luci rosse - 223. Nuovo incontro |                                   |                                                                        |
| 20 | Trama Toma vorrebbe parlare con Urara ma lei gli dà appuntamento al 14 febbraio quando usciranno i risultati. Il giorno di San Valentino Toma, che è stato ammesso all'università S, riceve la visita di Urara che ha superato i primi test di ammissione. I ragazzi, felici di rivedersi dopo due mesi e contenti per i successi scolastici, celebrano la festa degli innamorati abbandonandosi alla passione. Dopo qualche giorno Toma sostiene l'esame per l'ammissione alla Keio; Urara intanto è stata ammessa alla Sophia University e quando Komi le chiede cosa farebbe se Toma non fosse ammesso alla Keio risponde che questo non sarebbe un ostacolo al loro matrimonio. Urara, dopo una telefonata del padre che le chiede di raggiungerlo in Italia e di stare con lui per un anno, domanda a Toma cosa farebbe se non fosse ammesso alla Keio; lui risponde che in quel caso studierebbe all'università S e che dopo la laurea tornerebbe a casa per aiutare il padre a gestire il ryokan di famiglia. Un mese dopo l'incontro con Urara Toma è alla Keio per controllare l'esito degli esami di ammissione; lungo i viali dell'università incontra Mieko che lo aspettava per conoscere il risultato. Toma è molto teso e, tremante, si avvicina ai tabelloni con i risultati: il suo numero di matricola è tra quelli dei candidati ammessi. Toma è felice per il risultato ma, al tempo stesso, preoccupato per non aver visto Urara alla quale voleva donare un anello di fidanzamento. Tornando a casa incontra alcune ragazze che dicono di aver visto Urara in televisione che lasciava un messaggio di addio per lui. Grazie a Komi Toma si procura la videocassetta della trasmissione: Urara racconta la storia del suo amore e della malattia che ha dovuto affrontare, poi annuncia per il momento non ha intenzione di sposarlo e che andrà in Italia dal padre per studiare la lingua e impegnarsi nel volontariato. Toma rimane profondamente turbato, soprattutto quando vede che al termine del messaggio Urara piange disperatamente; per lui inizia il percorso di studi alla Keio, che affronta con la speranza di rivedere la cugina. Il tempo passa: dopo quattro anni Toma — ancora innamorato di Urara — incontra nuovamente Komi e le chiede notizie della cugina; la ragazza dice che potrà trovarla a Shinjuku ma che non dovrà parlarle. Dopo alcuni mesi Toma riesce a trovare Urara al quartiere a luci rosse di Shinjuku e le rivolge la parola: la ragazza — che dopo il rientro in Giappone si è laureata e ora lavora da un fioraio — lo tratta con freddezza ma quando le dice che è ancora intenzionato a sposarla si rende conto che Urara ricambia il sentimento. I due cugini riescono finalmente ad andare insieme a Kamakura, dove lasciano scritto che vogliono sposarsi.                                         |                                   |                                                                        |

## Shin Sakura Mail
| Nº | Titolo italiano Giapponese 「Kanji」 - Rōmaji               | Data di prima pubblicazione          | Data di prima pubblicazione             |
| Nº | Titolo italiano Giapponese 「Kanji」 - Rōmaji               | Giapponese                           | Italiano                                |
| 1  | Shin Sakura Mail 1 「新・桜通信」 - Shin Sakura tsūshin 1   | dicembre 2014 ISBN 978-4-537-13237-3 | 28 ottobre 2022 ISBN 978-88-9284-519-0  |
| 2  | Shin Sakura Mail 2 「新・桜通信 2」 - Shin Sakura tsūshin 2 | dicembre 2015 ISBN 978-4-537-13358-5 | 25 novembre 2022 ISBN 978-88-9284-521-3 |